# Cuando florezca el naranjo
Cuando florezca el naranjo es una película argentina en blanco y negro dirigida por Alberto de Zavalía sobre guion de Alejandro Casona que se estrenó el 1 de abril de 1943 y que tuvo como protagonistas a Homero Cárpena, María Duval, Ángel Magaña y Felisa Mary.	

## Sinopsis
Una estudiante sueña que es la heroína de una de las lecciones de su profesor de historia del que está enamorada.

## Reparto
- Homero Cárpena
- María Duval
- Rafael Frontaura
- Carmen Giménez
- Francisco López Silva
- Ángel Magaña
- Felisa Mary
- Teresita Pagano
- Mirtha Reid
- Alita Román
- Juana Sujo
- Julia Sandoval
- Dorita Acosta

## Críticas
El crítico Roland escribió en el diario Crítica que en el filme “un juego de anacronismos de gracia auténtica, constituye una pequeña joya dentro de una configuración más bien simple” en tanto Manrupe y Portela opinan que “lo que pudo ser otra película de “internado de señoritas”, sorprende por una secuencia onírica bien resuelta en su mezcla de ficción, Historia y realidad. Entre los mejor del director y del guionista”.

## Premio
Por este filme la Academia de Artes y Ciencias Cinematográficas de la Argentina le otorgó el premio Cóndor Académico a la mejor partitura musical original a Julián Bautista de 1943.